# Alessandra Campedelli
Alessandra Campedelli (Rovereto, 12 settembre 1974) è un'allenatrice di pallavolo italiana.

## Biografia
Alessandra ha ottenuto risultati importanti con la nazionale di pallavolo femminile sorde dell'Italia.
Dal 2 gennaio 2022 al 10 febbraio 2023 ha ricoperto l'incarico di CT della nazionale di pallavolo femminile dell'Iran senior, Under-19 e Under-17.
Dalla stagione 2023/2024 è la responsabile dei progetti promozionali del settore giovanile del Verona Volley
Da gennaio 2024  allena la nazionale femminile del Pakistan
Durante il periodo di inattività come allenatrice è docente per le attività di sostegno didattico per gli alunni con disabilità all'Istituto Comprensivo Villa Lagarina.

## Carriera
Alessandra ha iniziato ad avvicinarsi allo sport praticando l'hockey su prato agonistico ed entrando così nella nazionale italiana.
Dal 1996 ha intrapreso una carriera da allenatrice esordendo con società di pallavolo locali, con le quali ha ottenuto importanti risultati che la hanno poi portata a ricoprire il ruolo di selezionatrice della rappresentativa del Trentino, e a lavorare per importanti club come Trentino Volley e Verona Volley.
Ha allenato la squadra della Associazione Sportiva «Lodovico Pavoni» di Brescia e da lì ha poco è passata, nel 2016, alla guida della nazionale di pallavolo femminile sorde dell'Italia cui ha conquistato oro agli Europei del 2019, argento alle Olimpiadi del 2017 con la nazionale senior, argento agli Europei 2018 con la nazionale U21 ed argento ai mondiali del 2020.
Il 2 gennaio 2021 diventa il commissario tecnico della nazionale di pallavolo femminile dell'Iran.
Il 16 agosto del 2022 conquista la medaglia d'argento agli Giochi della solidarietà islamica a Konya.
Il 10 febbraio del 2023 rinuncia al rinnovo del contratto con la nazionale femminile dell'Iran in quanto in contrasto con il supporto della federazione iraniana verso il governo a seguito delle proteste per la morte di Mahsa Amini
Conclusa l'esperienza in Iran, nella stagione 2023/2024, Alessandra torna al Verona Volley con l'incarico di responsabile dei progetti promozionali del settore giovanile e a fine gennaio 2024 accetta l'incarico di allenare la nazionale femminile senior del Pakistan
Nel 2025 racconta la sua esperienza nel libro  "IO POSSO. Un’allenatrice di pallavolo in Pakistan e Iran" edito da Baldini+Castoldi

## Palmarès
- 2017 - argento alle Olimpiadi per sordi (Samsun, Turchia)
- 2018 - argento ai campionati Europei pallavolo sordi U21 (Palermo, Italia)
- 2019 - oro agli Europei di pallavolo sordi senior (Cagliari, Italia)
- 2020 - argento ai Mondiali di pallavolo sordi
- 2022 - argento ai Giochi della solidarietà islamica 2021 di Konya

## Libri
- IO POSSO. Un’allenatrice di pallavolo in Pakistan e Iran, Milano, Baldini+Castoldi, 2025.